# Grand Prix Kranj 2010
Il Grand Prix Kranj 2010, quarantatreesima edizione della corsa, valido come evento dell'UCI Europe Tour 2010 categoria 1.1, si svolse il 29 maggio 2010 su un percorso di 177,3 km. Fu vinto dallo sloveno Matej Gnezda, che giunse al traguardo con il tempo di 4h07'39" alla media di 42,956 km/h.
Al traguardo 48 ciclisti portarono a termine il percorso.

## Ordine d'arrivo (Top 10)
| Pos. | Corridore            | Squadra       | Tempo    |
| ---- | -------------------- | ------------- | -------- |
| 1    | Matej Gnezda         | Adria Mobil   | 4h07'39" |
| 2    | Vladimir Koev        | Hemus 1896    | a 2"     |
| 3    | Oscar Gatto          | ISD-Neri      | a 57"    |
| 4    | Hrvoje Miholjević    | Loborika      | s.t.     |
| 5    | Hubert Schwab        | Vorarlberg    | s.t.     |
| 6    | Blaž Furdi           | Sava          | s.t.     |
| 7    | Stanislav Kozubek    | PSK Whirlpool | s.t.     |
| 8    | Raffaele Ferrara     | Carmiooro     | a 1'10"  |
| 9    | Daniele Callegarin   | CDC-Cavaliere | s.t.     |
| 10   | Miguel Ángel Rubiano | Meridiana     | s.t.     |